# Waldenbuch
Waldenbuch – miasto w Niemczech, w kraju związkowym Badenia-Wirtembergia, w rejencji Stuttgart, w regionie Stuttgart, w powiecie Böblingen, siedziba związku gmin Waldenbuch-Steinenbronn. Leży w Schönbuchu, nad rzeką Aich, ok. 10 km na południowy wschód od Böblingen.

## Demografia
| Rok  | Liczba mieszkańców |
| ---- | ------------------ |
| 1846 | 1 868              |
| 1904 | 1 505              |
| 2005 | 8 651              |

## Współpraca
Miejscowości partnerskie:
- Mylau, Saksonia
- Provins, Francja